# Танха (село)
Танха — село в Читинском районе Забайкальского края России. Входит в состав сельского поселения «Новотроицкое». Основано в 1938 году.

## География
Село находится в восточной части района на расстоянии примерно 24 километров (по прямой) к востоку от города Читы. 
Климат
Климат характеризуется как резко континентальный с продолжительной холодной малоснежной зимой и коротким тёплым летом. Среднегодовая температура воздуха составляет −4,3 — −2,5 °С. Средняя многолетняя температура самого холодного месяца (января) составляет −28 — −20 °С, температура самого тёплого (июля) — 15 — 18 °С. Среднегодовое количество осадков — 300—400 мм.
Часовой пояс
Село Танха находится в часовой зоне МСК+6. Смещение применяемого времени относительно UTC составляет +9:00.

## Население
Постоянное население составляло 353 человека в 2002 году (русские 99%), 354 человека в 2010 году.  

## Инфраструктура
С 1958 года организовано промышленное лесное хозяйство. Действуют начальная школа, клуб и фельдшерско-акушерский пункт